# Anthoscopus parvulus
Anthoscopus parvulus là một loài chim trong họ Remizidae.